# Merychippus
A Merychippus az emlősök (Mammalia) osztályának a páratlanujjú patások (Perissodactyla) rendjébe, ezen belül a lófélék (Equidae) családjába tartozó kihalt nem.
A Merychippus a kezdetleges lovak egyike, amely 17-11 millió évvel élt ezelőtt a miocén korban. Észak-Amerika endemikus lóféléje volt. Mindegyik lábán 3 ujj volt, és az első lóféle, amely füvet legelt. Magyarul a neve „kérődző ló”, de mára már tudják, hogy az állat nem volt kérődző.

## Megjelenése
Az állat csordákban élt. Körülbelül 1 méter marmagasságú volt, a miocénig ő volt a valaha létező legnagyobb lóféle. Pofája hosszabb, állkapcsa mélyebb és szemei távolabb ültek egymástól, mint az addigi lovaknál. Az agy térfogata is nagyobb volt, emiatt okosabb és fürgébb volt, mint az addigi fajok. A Merychippus az első állat, amelynek a mai lóhoz hasonló feje volt.
A lábat erős inak tartották, a középső lábujjon kezdetleges pata alakult ki, de ennek még nem volt meg a gumiszerű talpi része. Egyes Merychippus-fajoknál a szélső lábujjak nagyobbak voltak, míg másoknál kisebbek és csak futáskor érték a földet. Fogazata a Parahippuséra hasonlított. A plusz fogél ami a Miohippus fogánál változó volt, a Merychippusnál állandó volt. Az állatnak magas fogkorona fejlődött.

## Leszármazottai
A miocén végén a Merychippus nem legalább 19 fajból állt, ezeket 3 főbb csoportra osztják.
Az első csoportból kifejlődtek a háromujjú, legelő hipparionok, amelyeknek 4 nemük és legalább 16 fajuk volt. A csoport kis- és nagy testű állatokat foglalt magába, köztük legelők és bokorevők is voltak. A második csoportban kisebb termetű lovak voltak, melyeknek a protohippine gyűjtőnevet adták, ide tartozott a Protohippus és a Calippus. Az utolsó csoport a „valódi lovak” ágát alkotta, ezeknek a szélső lábujjai kisebbek voltak, mint az addig létező kezdetleges lovakénak. A későbbi nemeknél a szélső lábujjak még jobban visszafejlődtek, mivel az inak amelyek a középső lábujjat mozgatják nagyon megerősödtek.

## Rendszerezés
A nembe az alábbi fajok tartoztak:
- Merychippus brevidontus Bode, 1934; Kalifornia
- Merychippus calamarius Cope, 1875
- Merychippus californicus Merriam, 1915; Kalifornia
- Merychippus coloradense Osborn, 1918
- Merychippus eohipparion Osborn, 1918
- Merychippus eoplacidus Osborn, 1918
- Merychippus goorisi Kelly, 1998
- Merychippus gunteri Simpson, 1930, Florida
- Merychippus insignis Leidy, 1856; típusfaj - szinonimája: Hippotherium paniense
- Merychippus patrusus Osborn, 1918
- Merychippus primus Osborn, 1918
- Merychippus proparvulus Osborn, 1918
- Merychippus relictus Cope, 1889
- Merychippus republicanus Osborn, 1918
- Merychippus sejunctus Cope, 1874
- Merychippus sphenodus Cope, 1889
- Merychippus stevensi Daugherty, 1940
- Merychippus quartus Stirton, 1940
- Merychippus quintus Kelly & Lander, 1988

## Rokon fajok
A Merychippus legközelebbi rokonai az Acritohippus és a Scaphohippus nemek fajai voltak.

## Lásd még
- A lovak evolúciója